# Philipp Ridder
Philipp Ridder (russ.  Филипп Филиппович Риддер, nach deutscher Transkription Filipp Filippowitsch Ridder; * 1761 in Sankt Petersburg, Russisches Kaiserreich; † ca. 1838 in Riga) war ein russischer Bergbauingenieur, Administrator sowie Generalmajor der Infanteriekorps (um 1816).

## Leben
Historische Quellen – so das Werk Filipp Ridder i jego wremja (dt. Philipp Ridder und seine Epoche) des russischen Autors Michail Sergejewitsch Nemzew – verweisen darauf, dass die Familie ursprünglich aus Livland stammte. Die Ridders waren Deutsch-Balten; Philipps Vater arbeitete in einer Goldstickerei. Nach dem Abschluss an der Sankt Petersburger Bergbauschule im Jahre 1779 war Philipp Ridder bis 1800 in den Kolywano-Woskresenski-Fabriken im sibirischen Altaigebirge beschäftigt. Er beteiligte sich an der Beschaffung und Bewertung von Gold und Diamanten, fand infolgedessen reiche polymetallische Ablagerungen am Fluss Filippowka, die seit dem Jahre 1791 den Namen Die Ridder-Mine (russ. Риддерский рудник, Ridderski rudnik) tragen. Nachdem Ridder im Auftrag der Zarin Katharina II. im Nordosten des heutigen Kasachstans eine große Mine mit Gold, Silber, Kupfer und Blei entdeckt hatte, wurde dort die nach ihm benannte Stadt Ridder gegründet.